# Sabina Falcko-Sulzbašská
Sabina Falcko-Sulzbašská (německy Sabine von Pfalz-Sulzbach, 25. února 1589, Sulzbach - 1. září 1645, Kassel) byla německá falckraběnka z falcko-sulcbašského panovnického rodu Wittelsbachů a sňatkem svobodná paní z Vartenberka v Čechách.

## Život
Narodila se jako dcera falckraběte a vévody Oty Jindřicha Falcko-Sulcbašského (1556–1604) a jeho manželky princezny Dorothey Marie Württemberské (1559–1639), dcery vévody Kryštofa Württemberského (1515–1568) a Anny Marie Braniborsko-Ansbašské (1526–1589).
Její mladší sestra Zuzana (1591–1661) se 6. června 1613 v Neuburgu provdala za Jiřího Jana II. (1586 – 1654), falckraběte z Gutenbergu.
Sabina se provdala 7. března 1625 na zámku Rotau u Pasova za Jana Jiřího z Vartenberka († asi 16. listopadu 1632), syna svobodného pána Karla z Vartenberka (1557–1612) a hraběnky Kateřiny z Mansfeld-Eislebenu (1555–1634), dcery hraběte Jana Jiřího I. z Mansfeld-Eislebenu († 1579) a jeho ženy Kateřiny z Mansfeld-Hinterortu († 1582).  Z jejich manželství se nenarodily žádné děti. 
Její manžel Jan Jiří, který v Čechách zastával úřad nejvyššího číšníka, zemřel v exilu po Bílé hoře asi 16. listopadu 1632.
Sabina Falcko-Sulzbašská provdaná z Vartenberka zemřela 1. září 1645 ve věku 56 let dne v Kasselu.